# پاول لاندوسکی
پاول لاندُوسکی (چکی: Pavel Landovský؛ ۱۱ سپتامبر ۱۹۳۶ – ۱۰ اکتبر ۲۰۱۴)  نمایشنامه‌نویس، بازیگر و کارگردان فیلم اهل کشور جمهوری چک بود.
از فیلم‌ها یا برنامه‌های تلویزیونی که وی در آن نقش داشته‌است می‌توان به دختر و پلیس، مارکتا لازاروا، قطارهای در مراقبت شدید، سبکی تحمل‌ناپذیر هستی، رگتایم، بی‌شرم، آدلهاید، و دره زنبورها اشاره کرد.